# Bahnhof Hermeskeil
Der Bahnhof Hermeskeil ist ein Bahnhof in der Stadt Hermeskeil im Landkreis Trier-Saarburg, Rheinland-Pfalz. War er bis in die 1980er Jahre ein wichtiger Verkehrsknotenpunkt, ist er heute Anfangs-/Endpunkt des Ruwer-Hochwald-Radweges in Richtung Trier bzw. des Primstal-Radweges in Richtung Nonnweiler. Nach der Stilllegung der Hochwaldbahn wurde er noch sporadisch im Museumsverkehr auf den Strecken nach Morbach/Bingen und nach Türkismühle betrieben; seit dem 31. August 2012 finden jedoch auch keine Museumsfahrten mehr statt. Wenige Kilometer hinter dem Bahnhof verläuft die rheinland-pfälzisch/saarländische Landesgrenze.
Die stillgelegte Hunsrückquerbahn führte von Hermeskeil in Richtung Thalfang und Morbach nach Büchenbeuren und weiter nach Langenlonsheim.

## Geschichte
Der Bahnhof Hermeskeil wurde am 15. August 1889 mit der Inbetriebnahme der Strecke Trier–Hermeskeil durch das Ruwertal eröffnet. Von Anfang an gab es Planungen, die Strecke im Bahnhof südlich bis Türkismühle zu verlängern sowie nördlich an die Strecke aus Simmern anzuschließen. Die Strecke nach Türkismühle war ab 1897 durchgängig befahrbar; die Strecke aus Simmern erreichte Hermeskeil 1903. Von da an existierten gute Verbindungen ins Saarland und nach Morbach sowie weiter nach Mainz/Bingen/Koblenz.
1933 erhielt der Bahnhof einen Mittelbahnsteig und eine Unterführung. 1935 wurden die Betriebsanlagen auf den neuesten Stand gebracht. Der Mittelbahnsteig wurde im Zweiten Weltkrieg zerstört und nicht wieder aufgebaut. Die Unterführung wurde beim Bau des Ruwer-Hochwald-Radweges 2008 zugeschüttet.
Nach den starken Zerstörungen im Zweiten Weltkrieg konnten die Anlagen bis 1950 behelfsmäßig wieder errichtet werden. Bis heute befindet sich kurz vor dem Bahnhof nur eine Behelfsbrücke. In dieser Zeit begann sich langsam ein regionaler Strukturwandel abzuzeichnen. Der Zugverkehr nach Türkismühle war aufgrund des abgetrennten Saarlandes bescheiden. Zudem fanden in Hermeskeil Passkontrollen statt und es musste für die Fahrt ins Saarland mit Franc bezahlt werden. Bald kam der Personenverkehr nach Süden komplett zum Erliegen. Ähnlich erging es mit der Zeit auch der Strecke nach Simmern, auf der die Zugfahrten ebenso immer stärker gekürzt wurden.
Ab 1951 wurden auf den Strecken die ersten VT 95 – und teilweise auch VT 98 – eingesetzt, welche das Bild im Bahnhof bis zu seiner Stilllegung maßgeblich bestimmten. Bis 2012 waren auch bei den Museumsfahrten Schienenbusse der Baureihe 798 (ehemals VT 98) unterwegs.
In den Jahren 1955 bis 1982 wurden die Anlagen im und am Bahnhof sukzessive geschlossen. Der letzte planmäßige Personenzug hielt im Bahnhof am 30. Mai 1981. Ab 1991 wurde der Bahnhof durch den Verein Hochwaldbahn e. V. übernommen, welcher nun auf den Strecken Museumsfahrten veranstaltete. Nach Stilllegung des Abschnittes Trier–Hermeskeil fanden diese jedoch nur noch zwischen Hermeskeil und Türkismühle statt. 2012 lief die Betriebsgenehmigung für diese Strecke ab, seit der Sperrung der Strecke von Türkismühle im August 2012 liegt der Bahnhof nach 123 Jahren brach.
Im Januar 2014 wurde der Bahnhof zusammen mit den anderen Anlagen der Strecke von der Hunsrückbahn e. V. (Infrastrukturunternehmen innerhalb der-Gruppe) zur Übernahme durch Dritte ausgeschrieben. 2019 wurden zunächst die Gleise bis zur saarländischen Grenze zurückgebaut, danach ab März 2020 die komplette Trasse bis Türkismühle. Inzwischen befinden sich bis Nonnweiler ein Radweg auf der Trasse. Die Gleise im Bahnhof Hermeskeil sind also die letzten von der Hochwaldbahn genutzten Gleise, die noch vorhanden sind. 

## Gebäude und Bahnhofsgelände

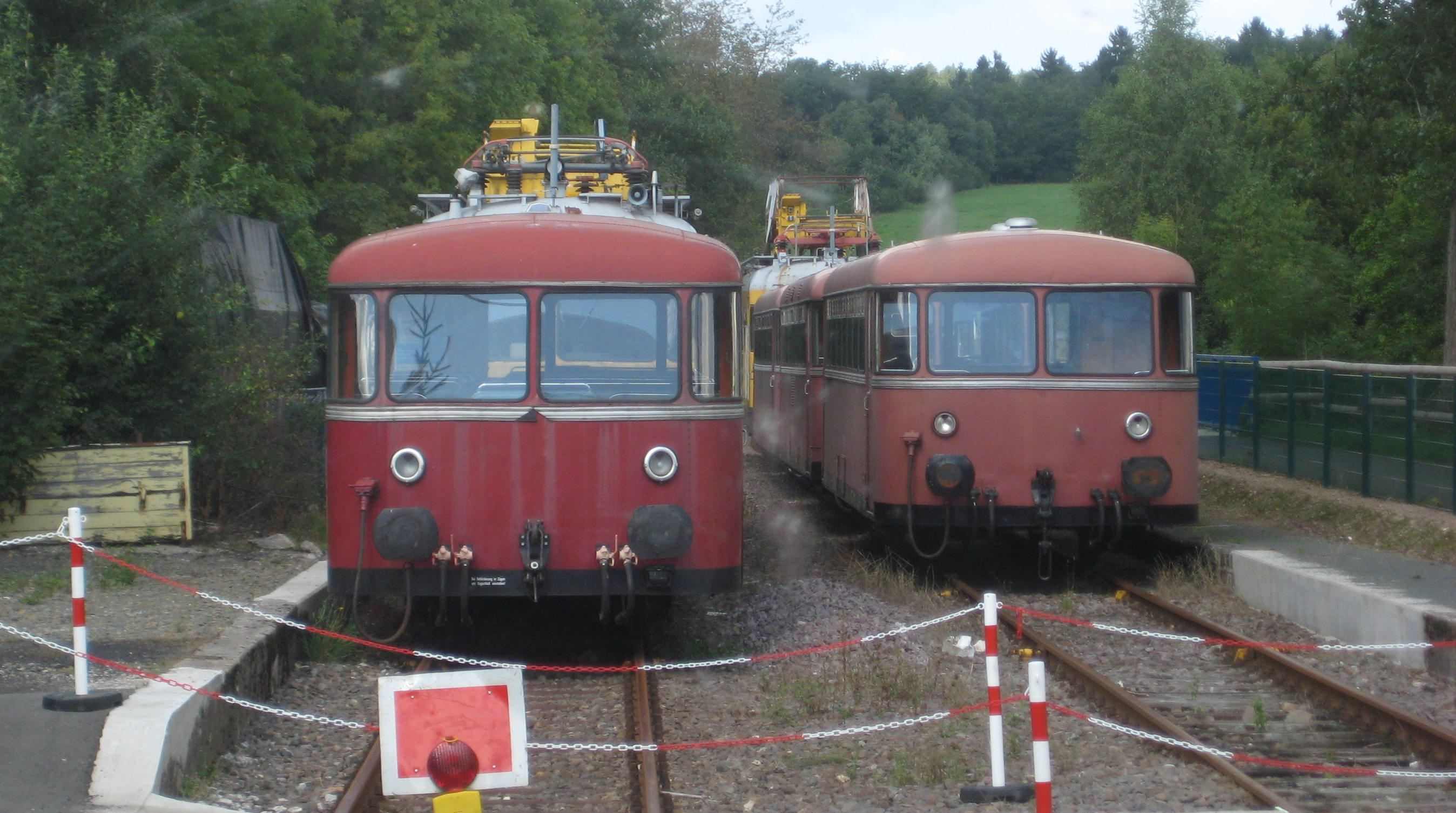
Abgestellte Schienenbusse im Bahnhofsbereich (2010)

Das Empfangsgebäude ist nahezu baugleich mit dem des kurz zuvor errichteten Bahnhof Simmern. Auch hier schließt an das Hauptgebäude ein großer Güterschuppen an. In seiner heutigen Form stammt es aus dem Jahr 1905. Stilistisch hat es jedoch auch viele Bauelemente aus den 1950er Jahren, da es in dieser Zeit nach den Kriegszerstörungen wieder aufgebaut wurde.
In einem Seitentrakt des Gebäudes hat das Infrastrukturunternehmen Hochwaldbahngruppe seinen Sitz. Diese stellt Verkehrsleistungen im Güterzugverkehr der Region und den Museumsverkehr auf den Hunsrückstrecken.
Aktuell befinden sich im Bahnhof nur noch zwei Hauptgleise mit einem Bahnsteig. Früher waren es zeitweise 3 oder 4.

### Busbahnhof
Der Bahnhofsplatz wird heute als Busbahnhof genutzt. Folgende Linien halten dort:
| Linie | Linienverlauf                                                                                          | Betreiber                     |
| ----- | --- | ----------------------------- |
| 33    | Trier – Irsch – Pluwig – Kell – Hermeskeil                                                             | Jozi-Reisen                   |
| R20   | Hermeskeil – Türkismühle                                                                               | saar-Mobil GmbH               |
| 201   | Hermeskeil – Wadrill (Wadern) – Wadern                                                                 | ARGE Nahverkehr Merzig-Wadern |
| 202   | Trier – Thomm – Reinsfeld – Hermeskeil                                                                 | RMV                           |
| 222   | RadBus Ruwer-Hochwald: Trier – Trier-Ruwer – Waldrach – Osburg-Neuhaus – Reinsfeld – Hermeskeil – Kell | Nikolaus Kirsch GmbH          |
| 391   | Hermeskeil – Malborn / Pölert – Morbach                                                                | RMV                           |

### Bahnbetriebswerk
Im Jahr 1888 wurde in Hermeskeil eine Maschinenstation eingerichtet, die später zu einem Bahnbetriebswerk ausgebaut wurde. Im Jahr 1956 wandelte die DB das Betriebswerk zu einer Außenstelle des Bw Simmern um, die bereits im Jahr 1959 aufgelöst wurde. Das Gelände wurde zuletzt von der Hochwaldbahngruppe für eigene Zwecke verwendet. Teile der Gleisanlagen bestehen bis heute.

### Dampflokmuseum
Auf dem Bahnhofsgelände befindet sich heute das Dampflokmuseum Hermeskeil. Es zeigt rund 50 Dampf-, Diesel- und Elektroloks, die bis zu 90 Jahre alt sind. Das Museum befindet sich auf dem Gelände des ehemaligen Bahnbetriebswerkes und umfasst neben dem Stellwerk, einer funktionstüchtigen Drehscheibe und Gleisanlagen auch einen Ringlokschuppen, in dem die restaurierten Stücke der Sammlung untergebracht sind. Darunter sind vier Güterzugdampfloks aus den 1940er Jahren, eine Schnellzuglokomotive von 1937, eine Kleindiesellok (Köf) und eine Draisine. Das Museum wird privat und ehrenamtlich unterhalten. Der Inhaber des Museums betreibt in Personalunion auch den Dampflokfriedhof Falkenberg.